# Scientific Reports
Scientific Reports (abrégé en Sci. Rep. ou SR) est une revue scientifique à comité de lecture fondée en 2011, publiée par le groupe Nature Publishing Group.
Avec PLOS ONE et PeerJ, Scientific Reports fait partie des « mégarevues » en ligne et en libre accès, qui publient des articles couvrant un large spectre de disciplines et évaluent les articles pour la validité scientifique des résultats qu'ils présentent, plutôt que leur nouveauté, importance ou impact potentiel,,.